# エリック・ブロードレイ
エリック・ブロードレイ MBE（Eric Broadley、1928年9月22日 - 2017年5月28日）は、イギリス人の企業家、エンジニアである。レーシングカーメーカーのローラ・カーズの創設者であり、同社の元チーフエンジニアである。ブロードレイは、間違いなく戦後の自動車デザイナーに最も大きな影響を与えた一人であり、F1、インディカー、スポーツカーレースにおけるローラの長年にわたる印象的な活動を支えた。ブロードレイは、1999年にローラをアイルランド人の富豪、マーティン・ビレーンに売却した。

## 初期の経歴
1940年代の後半、ブロードレイは建築の教育を受けた。最初の職は建築積算士で、余暇のほとんどを750モータークラブでのレース活動に費やした。自製した独自設計の部品でオースチン・7のシャシーを改造して参戦し、競争相手にはコーリン・チャップマン、フランク・コスティン、ブライアン・ハートなどが居た。最初の車両は「ブロードレイ・スペシャル」と名づけられ、1956年に製造された。これは「フォード・テン・スペシャル(または1172スペシャル)」の規則に則ったもので、1172ccのサイドバルブ形式のエンジンを備えたものである。このエンジンは、戦前のフォード・モデルCのエンジンを基にする。
ブロードレイ・スペシャルはすぐに成功を収め、イギリスの地方レース、国内レースで数々の勝利を挙げた。この成功を背景に、ブロードレイのもとにはロータス・イレブンに対抗するマシンを求める多数のドライバーからの要望が集まった。ブロードレイはその要望に応えるため、更にパワーのある1,098ccのコヴェントリー・クライマックスエンジンと、BMC Aシリーズのギアボックスを搭載することができるシャシーの設計に即座に着手した。この車両は、当時の最先端であるスペースフレーム構造を採用しており、ローラ・マーク1の基となった。1958年、この車両はブロードレイ自身の運転によりブランズハッチのインディ サーキットで1分を切るラップタイムを記録した初めての車両となったが、ブロードレイは、自身の運転技術には手に余るほどの速さであったと認めている。マーク1は、ロータス・イレブン勢を圧倒し、ピーター・アシュダウンの手により、1959年のRACツーリストトロフィーでは1度のクラス優勝を果たし、総合6位の記録を残した。この成功は間もなく他のプライベーターからの注目を集め、ブロードレイと彼の従兄弟は同車両を新たに3台製作し、注目を集めた。こうして、ローラ・カーズは誕生した。
なお、ローラという名前は、ミュージカル「ダム・ヤンキース」の一節「ローラは欲しいものは何でも手に入れる」から採られたものという説と、エリック・ブロードレイがあまりに仕事熱心で家に帰らないため彼の妻が当時の流行歌「いとしのローラ」から会社にあだ名をつけたのがきっかけという説がある。
長らくブロムリーに住んでいたブロードレイは、自身の預貯金から2000ポンドを費やし、ブロムリーに近いサリーのウェスト・バイフリートにワークショップを立ち上げた。1962年にはそこで更に35台のマーク1を作製した。それらは全てコヴェントリー・クライマックスを搭載しており、レースでも成功を収めた。限られた経験にもかかわらず、ローラは1960年に初めて単座のオープンホイールモデルをフォーミュラ・ジュニア用に作製し、このモデルはローラ・マーク2と名付けられた。既に時代はリアエンジンの車両がフォーミュラカーの主流となる中でのフロントエンジン車であったこと、また電気系にも問題があったことにより、改良を施しても1勝を挙げるに留まった。それにもかかわらず、マーク2は42台を販売するという結果を残した。1961年にはミッドシップに設計変更したマーク3を投入したが、常にライバルのロータスとクーパーの背後でゴールをしていた。

## F1と国際的な名声
初期の成功とマーク2での失敗という経験のあったブロードレイは、1961年にレッグ・パーネルの依頼で、パーネルのバウメーカー・ヨーマン・レーシングチームのためにF1マシンの設計と製造を行った。マーク4と名付けられたマシンは、一般的なチューブラースペースフレーム方式で設計されたが、フロントサスペンションにはアンダーアームにウィッシュボーン、アッパーアームはトランスバースリンクとラジアスアームという革新的な手法が採用された。リアサスペンションは上下ともトランスバースリンクとラジアスアームの組み合わせとされた。このブロードレイのアイデアは、1970年代に入るまで採用され続けた。マーク4は当初、コヴェントリー・クライマックスの直4を使用していたが、後に1.5リッターのV8も搭載された。ジョン・サーティースとロイ・サルバドーリはスピードを見せ、デビュー戦の1962年オランダGPでサーティースがポールポジションを獲得するが、完走することはできなかった。サーティースは、マロリーパークで開催された「2000ギニー(ノンチャンピオンシップ戦)」で勝利を上げ、イギリスGPとドイツGPで2位を獲得した。
バウメーカー・ヨーマンチームは1962年をもってグランプリを撤退し、チームの所有するマーク4はタスマンシリーズに投入された。サーティースとチームメイトのトニー・マッグズは好走を見せ、ニュージーランドGP（非世界選手権戦）でサーティースが勝利を挙げた。1963年に向け、パーネルは1台をボブ・アンダーソンに売却し、もう1台にクリス・エイモンを乗せて走らせたが、エイモンは好成績を残すことはなかった。アンダーソンはプライベーターでありながら、ノンチャンピオンシップ戦のローマグランプリで勝利を挙げることに成功した。
フォーミュラ・ジュニア用のマーク5は、1962年を通じて9台を販売したが、ディック・アトウッドが改良版のマーク5Aを駆りモナコGPでのフォーミュラ・ジュニアレースで勝利を収めた程度で、成功したとは言えなかった。
1963年のレーシングカーショウで、マーク6(ローラ・GT)が発表された。マーク6はセンセーショナルで、1970年代までのレーシングカーの流れを示すものであった。マーク6はフォードの260V8エンジンにコロッティの4速ギアボックスを組み合わせたマシンで、グラスファイバー製の流線型のボディをまとっていた。ハンドリングも良く、「並外れたコーナリング速度」を実現していた。出力は250馬力しかなかったが、1963年のル・マン24時間レースではギアボックストラブルでデビッド・ホッブスがクラッシュするまで快走を見せるに充分だった。
ル・マンでの勝利を目指すフォードはこのパフォーマンスに強い関心を示し、ブロードレイに1年の契約を申し込んだ。この契約はGTを再設計するもので、フォード(スラウにあるFord Advanced Vehicles)からの支援を含むものだった。こうして作製されたのがフォード・GT40であるが、これはマーク6の細部を修正しただけのものであった.。
18ヵ月後、ブロードレイはフォードと袂を分かつ。ブロードレイはスラウにあるフォードの拠点近くにある工場を引き継ぎ、ローラの開発を行った。この工場で最初に作成したのは、ミッドランド・レーシング・パートナーシップ向けのマーク5Aで、アトウッド用の車両だった。このマーク5Aは改名され、マーク53と呼ばれた。派生モデルのマーク54がF2用に製作され、これもミッドランドに使用された。アトウッドはマーク54を駆り、ポー、アルビ、ニュルブルクリンクのレースで2位を獲得し、マッグズはエイントリーで2位に入った。1965年、モノコック構造の単座シャシー、T60がF2とF3向けに投入された。T60は5台が製作されたが、成功を収めることはなかった。改良モデルのT61とT62がミッドランドを含め7チームに販売されたが、これらも成功を収めることはなかった。1965年にはT70もリリースされたが、こちらは対照的な成績を収め、「最も長い成功を運命付けられたスポーツカー」と言われた。シボレー製の5.4リッターまたは6.2リッターエンジンと、ヒューランドの4速またはZFの5速ミッションを組み合わせる、マーク6とGT40に倣った手法がとられた。決して新しい手法ではなく、先の2台とほとんど同じ構造を見せていた。FIAはほぼT70のためにグループ9(後のグループ7)を制定した。サーティースはイギリス国内レースでワークスチームのT70に乗り、ブランズハッチの「ガーズトロフィー」で優勝を飾るなどした。1965年には15台を販売し、翌1966年には改良版のマーク2を32台販売した。
インディ500への初参戦にはT80と4.2リッターのフォードの組み合わせで臨んだが、結果を残すことはできなかった。1966年、チームオーナーのジョン・メコムは改良されたT90を3台注文し、ジャッキー・スチュワート、グラハム・ヒル、ロジャー・ワードの3人を走らせた。スチュワートはトップ走行中の190周目に脱落し、ヒルが勝利を挙げた。1967年には大改造を施したT90が、アル・アンサーの手で2位に入っている。
1967年、T70を改良していたブロードレイは、カナディアン-アメリカン・チャレンジカップシリーズで圧倒的な強さを見せていたマクラーレンと対峙するようになり、サーティースがラスベガスで1勝を挙げた。ヨーロッパで行われていたプロトタイプカーレースの規則に合わせ、ブロードレイは重く信頼性に欠けるアストンマーティンのDOHCエンジン用にクーペボディを作製した。このマシンはニュルブルクリンクとル・マンでリタイアに終わり、エンジンを信頼性の高いシボレー製の5.7リッターエンジンに換装した。これによりサスペンションの弱点があらわになったが、プライベーターとしてホーキンス／エプスタイン組がスパ1000キロを制し、ホーキンス／ラブ組がキャラミ9時間耐久で2位を獲得した。1968年、シボレーエンジンのクーペはグループ4のホモロゲーションを得た。ワークスサポートが無く、世界選手権で結果を残すことはできなかったが、100台以上がプライベーター向けに作製／販売された。プライベーターの筆頭はデニス・ハルムであり、この年のRACツーリストトロフィーでまずは勝利を挙げた。1969年には改良版のマーク3B(正式名T76)が作製され、軽量化された車体と新しいボディワークを備えていた。この車両はフランク・ガードナー、トレバー・テイラー、ポール・ホーキンス、1969年から1970年にかけてSCCAで複数の勝利を挙げ、初の世界選手権シーズンに臨むマイク・デ・ウディらの手に渡った。また、デイトナ24時間ではマーク・ダナヒュー/チャック・パーソンズ組が優勝(ローラの1-2フィニッシュ)し、オーストラリア1000キロではヨアキム・ボニエ/ヘルベルト・ミューラー組が2位に入った。この年、ローラは選手権で3位となった。
ブロードレイは単座レーシングカーを放棄していたわけではなく、1967年にはモノコック構造の完全新設計となるF2用、T100を作製した。しかしT100はトラブルの多発していたラジアルバルブを採用したBMWエンジンを搭載しており、時間と費用の無駄遣いであった。エンジンを競争相手だったコスワースFVAに換装すると、サーティースはゾルダーとマロリーパークで勝利を挙げ、ランスで2位に入った。改良を施されT102となったマシンが、後にBMWに供給された。同じ年、ブロードレイはサーティースとともにF1マシン、T110を開発したが放棄された。ホンダ向けのF1マシン（RA300、RA301）も1967年に供給されたが、こちらはやや重過ぎたきらいがあった。しかし、イタリアGPにおいて勝利を収めることに成功した。アメリカ製5リッターの市販車ブロックエンジンとT70のサスペンションを用いたフォーミュラA用のマシンとして、ブロードレイはスペースフレームの単座マシン、T140を作製した。このマシンはフォーミュラAに相当するイギリスのフォーミュラ5000用のT142の元となった。
1968年、ブロードレイはインディ500にT150で再挑戦した。T150は、二輪駆動にも四輪駆動にも対応する設計がされていた。四輪駆動のほうがより望ましいと判明したが、二輪駆動よりも大きな駆動力が得られるにもかかわらず、アンサーはクラッシュしてしまった。ブロードレイはT70の後継としてT160も用意していた。これはカナディアン-アメリカン・チャレンジカップに参戦するアメリカのプライベーターに供給された。一方、サーティースは競争力に欠けるローラを見限り、ウェスレイクが用意したシボレーエンジン搭載車での参戦を計画していた。
1969年、ブロードレイのT162はマクラーレンに圧倒され、作製されたのは7台のみであった。後継のT163は多少の進歩を果たし、パーソンズが2位を1回、3位を2回獲得することに成功した。ただし、FA/F5000用の新マシンT190は、モノコック構造を採用し、T142よりも進歩していたが、運転は非常に難しかった。それでもフランク・ガードナーはどうにか乗りこなし、スラクストンとシルバーストンで勝利を挙げることでT190に競争力があることを示し、ブロードレイの注目を得た。ブロードレイはT190の改良版T192を作製し、ガードナーに以後の開発テストを監督するよう依頼した。
ブロードレイのもとには、F2、F3、フォーミュラ・フォード、フォーミュラ・Vee、フォーミュラ・スーパーVee、フォーミュラ・アトランティック、カナディアン-アメリカン・チャレンジカップ車両の注文が殺到し、1970年代には多忙になった。1972年まで、ローラは実質的にレーシングカーを市販する唯一のメーカーであった。ローラはヨアキム・ボニエの要望により作製したT280で速さを示したが、ガードナーの存在こそあったものの、専門の開発チームを持たなかったことが開発の障害となった。それでも、多くの車種のうち、完全な失敗作となるものはほとんどなかった。